# Interacionismo
Interacionismo é a interação entre o indivíduo e a cultura, onde, para "Vygotsky", é fundamental que o indivíduo se insira em determinado meio cultural para que aconteçam mudanças no seu desenvolvimento.

## Subdivisões
O interacionismo tem várias subdivisões, a saber:
- Fenomenologia;
- Verstehen;
- ação social;
- etnometodologia;
- interacionismo simbólico;
- construtivismo social.

## Metodologia
Interaccionistas buscam entender cada indivíduo, e como eles agem dentro da sociedade. Em casos extremos, eles negariam classe como um problema, e gostariam de dizer que não podemos generalizar que toda a gente de uma classe social pensa da mesma maneira. Em vez disso, eles acreditam que todos têm atitudes diferentes, valores, culturas e crenças. Portanto, é dever do sociólogo realizar o estudo no seio da sociedade. Eles devem partir para reunir dados qualitativos.